# Dracophilus dealbatus
Dracophilus dealbatus là một loài thực vật có hoa trong họ Phiên hạnh. Loài này được (N.E.Br.) Walgate mô tả khoa học đầu tiên năm 1939.